# Dialýza
Dialýza je děj, při kterém jsou od sebe odděleny látky s různou rozpustností a velikostí molekul. Prakticky se tak děje přechodem analyticky disperzních látek přes polopropustnou membránu z prostředí s vyšší koncentrací těchto látek do prostředí s nižší koncentrací. Důležité je, aby látky tvořící koloidní roztok přes membránu neprocházely.
V lékařství se jedná o proces, který nahrazuje přirozenou funkci ledvin u pacientů, kteří ji ztratili buď dočasně, nebo trvale. Ledviny, pokud fungují správně, odstraňují z krve odpadní produkty (draslík, močovinu apod.) a zbavují tělo přebytečné vody. Vylučovací a očistnou funkci ledvin lze nahradit právě pomocí dialýzy. Tím se v krvi udržuje bezpečná hladina chemických látek a řídí se také krevní tlak. Některé funkce zdravých ledvin však ani dialýza nahradit nedokáže. Především jde o jejich hormonální funkci. Zdravé ledviny vytvářejí hormon erytropoetin, který je nezbytný pro tvorbu krve a dialyzovaným pacientům se dodává injekčně. Dialýza také nedokáže nahradit funkci zdravých ledvin při aktivní tvorbě vitaminu D, který je zodpovědný za správné složení kostí a dalších tkání a orgánů.

## Druhy
Hemodialýza, je postup, kdy krev pacienta a jeho organismus je čištěn právě pomocí přístroje nazvaného umělá ledvina. Během hemodialýzy se krev jednou jehlou odvádí mimotělním krevním oběhem do dialyzátoru, kde se z ní filtrují odpadní látky – například močovina (urea), kreatinin a přebytečná voda. Očištěná krev se pak vrací druhou jehlou zpět do pacientova těla. 
Na hemodialýzu je obvykle nutno docházet do nemocnice nebo do dialyzačního centra obvykle třikrát týdně na 4 až 5 hodin. Dialyzovaný pacient musí dodržovat dietu a omezený příjem fosforu a draslíku. Také má omezen příjem tekutin. Komplikací dialyzovaného pacienta bývá chudokrevnost, vysoký tlak, nevolnost a únava. Tyto stavy únavy jsou často střídány i dny, kdy je pacientovi dobře, avšak pracovní schopnost je velmi výrazně omezena. Další potíží je psychická zátěž z dialýz, nemožnosti žít a pracovat jako dosud a vědomí toho, že jde o nevyléčitelný stav, který lze vyřešit pouze transplantací ledviny. Tu však nemůže podstupit každý, například pacient s cukrovkou či rakovinou.
Peritoneální dialýza, je druhý způsob čištění organismu od škodlivých látek metabolismu, při tomto způsobu se krev čistí ne vně ale uvnitř těla a to za pomocí pobřišnice (peritoneum). Do těla pacienta se musí denně přivádět roztok, který krev čistí.